# Filosofins tröst
Filosofins tröst (latin: Consolatio Philosophiae) är ett filosofiskt verk av Boethius, antagligen skrivet år 524. Det har beskrivits som det i Västerlandet enskilt mest betydelsefulla och inflytelserika verket under medeltidens och den tidiga renässansens kristendom, och är även det sista stora västerländska verket som kallas klassiskt.

## Filosofins tröst
| ” | A golden volume not unworthy of the leisure of Plato or Tully. — Edward Gibbon | „ |

Filosofins tröst skrevs av Boethius under hans tid i fängelse i väntan på rättegång, och eventuellt avrättning, för landsförräderi av den ostrogotiske kungen Theoderik den store. Före sitt fängslande tillhörde Boethius den allra mäktigaste sfären av personer inom Romarriket men förlorade denna position efter att ha blivit förrådd. Denna upplevelse låg till grund för texten, som behandlar frågor som hur ondska kan existera i en värld som styrs av Gud, hur lycka kan nås i en värld av obeständig lycka, och lyckans och Guds väsen. Den har beskrivits som "utan tvekan det mest intressanta exemplet på fängelselitteratur världen någonsin har skådat".
Boken är upplagd som en konversation mellan Boethius själv och Fru Filosofi. Hon tröstar Boethius genom att diskutera berömmelsens och välståndets övergående natur ("ingen man kan någonsin vara fullständigt trygg innan Turen har övergett honom"), och tankens absoluta överlägsenhet, som hon benämner det enda "i sanning goda". Hon drar slutsatsen att lycka kommer inifrån, och att det enda man egentligen förfogar över är ens dygd, eftersom denna inte hotas av turens slumpmässiga natur.
Boethius behandlar frågor som predestination och fri vilja, varför ondskan ofta blomstrar medan goda män går under, människans natur, dygden och rättvisa. Han diskuterar den fria viljan i förhållande till determinism när han frågar om Gud känner till och ser allt eller om människan har en fri vilja. V.E. Watts har beskrivit Boethius position i följande ord: God is like a spectator at a chariot race; He watches the action the charioteers perform, but this does not cause them. 
Angående människans natur säger Boethius att människan innerst inne är en god varelse och hon "sjunker till djurens nivå" endast när hon ger efter för "det onda". Angående rättvisa säger han att brottslingar inte ska behandlas illa, utan med sympati och respekt. Han gör en analogi med en läkare och dennes patient för att illustrera förhållandet mellan brottslingen och åklagaren.
Han försökte besvara religiösa frågor utan hänvisning till kristendomen, utan enbart på naturlig filosofi och den klassiska grekiska filosofin. Han ansåg att det rådde harmoni mellan tro och förnuft; kristendomens sanningar skiljer sig inte från de sanningar som kan nås genom filosofin. Henry Chadwick har beskrivit denna hållning på följande vis: "If the Consolation contains nothing distinctively Christian, it is also relevant that it contains nothing specifically pagan either...[it] is a work written by a Platonist who is also a Christian, but is not a Christian work."

## Påverkan
| ” | To acquire a taste for it is almost to become naturalised in the Middle Ages. — C. S. Lewis | „ |

Filosofins tröst var från den karolingiska epokens slut fram till sen medeltid det mest kopierade sekulära verket i Europa. Det var ett av de mest populära och inflytelserika filosofiska verken och lästes av statstjänstemän, poeter, historiker, filosofer och teologer. Det var i hög grad genom Boethius som man under medeltiden fick kunskap om den klassiska perioden. Det har ofta sagts att Boethius var den "sista romaren och den första skolastikern"

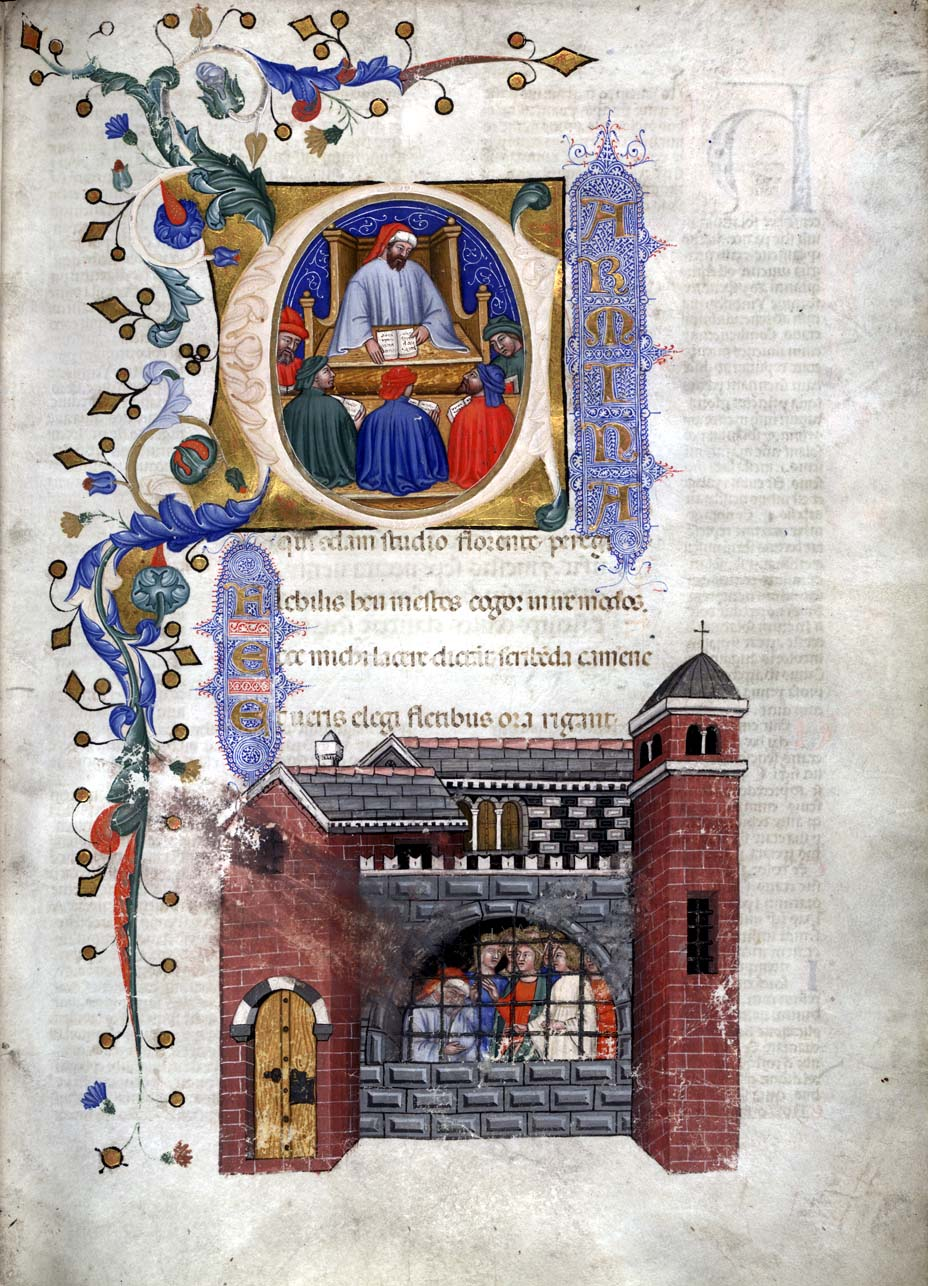
Ett italienskt manuskript av Filosofins tröst från 1385 med Boethius som lärare och fånge.

 Bokens filosofiska budskap passade väl ihop med medeltidens religiösa vördnad. Läsarna avråddes från att söka världsliga ting som pengar och makt och uppmanades att odla sina inre dygder. Det fanns ett syfte med ondskan, nämligen att ge vägledning till förändring till det goda, och lidande av det onda betraktades som en dygd. Eftersom Gud styrde universum genom Kärlek skulle böner till Gud och tillämpandet av denna Kärlek leda till sann lycka. Medeltidens människor fann, med sina föreställningar om ett oundvikligt öde, hos Boethius en världsbild som stämde väl överens med kristendomens anda. Filosofins tröst placerar sig, med sina fatalistiska drag och likheter med den kristna läran om ödmjukhet, mittemellan Seneca den yngres hedniska filosofi och den senare tröstande kristna filosofin representerad av Thomas av Aquino.
Boken, såväl som Boethius själv, är kraftigt influerad av Platon och hans sokratiska dialoger. Dess popularitet kan delvis förklaras med dess nyplatonska och kristna etiska budskap, även om moderna forskare är långtifrån överens om varför och hur boken kunde bli så oerhört populär under medeltiden. Det kan vara värt att notera att boken inte har fått lika stor uppmärksamhet i modern tid, möjligtvis på grund av dess för den moderna människan något främmande syn på inre dygder och förkastande av materiell produktivitet. Som Sanderson Beck har uttryckt det om medeltiden:

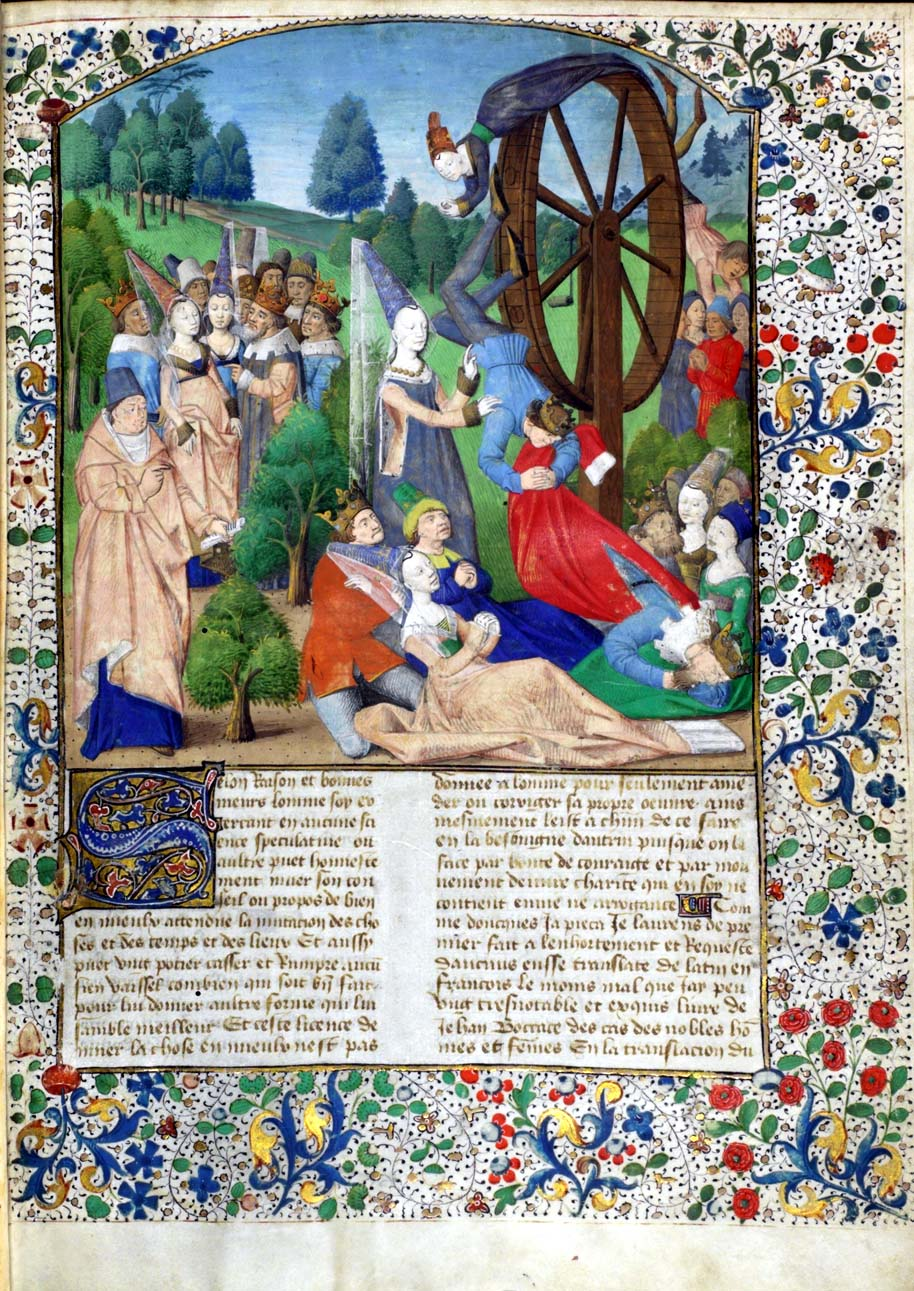
Fru Fortuna med Lyckohjulet i ett medeltida manuskript av ett verk av Boccaccio; en avgörande anledning till gudinnan Fortuna och Lyckhjulets popularitet under medeltiden var just Filosofins tröst.

"Who can say that this inward period of humanity did not prepare the way for the productiveness of the Renaissance like a person quiets one's consciousness in contemplation and prayer before creating a great work of art or literature or science? The Middle Ages were difficult times politically and economically, but who can estimate how much happiness they inwardly received from the Consolation of Philosophy?".
Boken har översatts till folkspråken av en rad kända personligheter, bland andra Alfred den store (fornengelska), Jean de Meun (fornfranska), Geoffrey Chaucer (medelengelska), Elizabeth I (tidigmodern engelska) och Notker Labeo (fornhögtyska).
I Filosofins tröst återfinns en rad teman som har blivit klassiker inom den västerländska kanon: den kvinnliga vishetsfiguren som informerar Dante, uppförsbacken genom universum som delas med Milton, försoningen mellan motsatta krafter som återfinns hos Chaucer i The Knight's Tale, och Lyckohjulet som var en populär symbol under medeltiden.
I Dantes Den gudomliga komedin finns en rad citat från verket. Dante skrev om Boethius "Den välsignade själen som avslöjar den lömska världen till den som lyssnar".
Boethius inflytande kan spåras nästan överallt i Geoffrey Chaucers poesi, till exempel i Troilus and Criseyde, The Knight's Tale, The Clerk's Tale, The Franklin's Tale, The Parson's Tale och The Tale of Melibee, hos karaktären Lady Nature i The Parliament of Fowls och i vissa av de kortare dikterna, som Truth, The Former Age och Lak of Stedfastnesse. Chaucer översatte verket i sin Boece.
Många 1800-talspoeter refererar till Boethius.
Tom Shippey skriver i The Road to Middle-earth hur "boethiansk" behandlingen av ondska är i J.R.R. Tolkiens Sagan om ringen. Shippey skriver att Tolkien var välbekant med Alfred den stores översättning av Boethius och han tar upp några "boethianska" citat från Frodo, Treebeard och Elrond.
Boethius och Consolatio Philosophiae citeras ofta av huvudpersonen Ignatius J. Reilly i den Pulitzerprisvinnande boken Dumskallarnas sammansvärjning (1980).
Boken och dess författare refereras skämtsamt till i filmen 24 Hour Party People av Tony Wilson då Wilson deltar i ett avsnitt av det brittiska spelprogrammet Wheel of Fortune.
Det är en prosimetrisk text, det vill säga att den är skriven omväxlande i prosa och vers. Boethius uppvisar i texten ett skickligt kunnande i latinsk poesi. Den kategoriseras som en mennipeansk satir, en fusion av allegorisk berättelse, platonsk dialog och lyrisk poesi.
Omkring 400 handskrifter av verket fanns bevarade under 1900-talet, vilket vittnar om verkets tidigare inflytande och popularitet.